# Electrostrymon pan
Electrostrymon pan is een vlinder uit de familie van de Lycaenidae. De wetenschappelijke naam van de soort werd als Papilio pan in 1773 gepubliceerd door Drury.

## Synoniemen
- Thecla tirrhaea Möschler, 1886